# Licosa (isola)
Licosa è un isolotto disabitato dell'Italia, in Campania. Fa parte del comune di Castellabate e sorge a poche centinaia di metri dal porto della piccola frazione di Licosa.

## Geografia
L'isola è situata a sud del porticciolo di Licosa, a 360 metri circa dalla terraferma, ed a pochi km da San Marco. Su di essa sorge un piccolo faro e vi è un molo di approdo per piccole imbarcazioni. Licosa fa parte della Costiera Cilentana, le cui altre isole sono lo Scoglio Trentova a nord; ed a sud Il Coniglio, lo Scoglio Mingardo, l'Isolotto dei Conigli e Lo Scialandro.